# Науел Молина
Науел Молина Лусеро (шп. Nahuel Molina Lucero; Ембалсе, 6. април 1998) је аргентински фудбалер који тренутно наступа за Атлетико Мадрид. Игра на позицији десног бека.

## Успеси
Аргентина
- Светско првенство (1) :  2022.[4]
- Копа Америка (2) :  2021,[5] 2024.
- Куп шампиона КОНМЕБОЛ—УЕФА (1) :  2022.[6]

Појединачни
- Идеални тим Ла лиге: 2022/23.[7]